# Corneille Heremans
Corneille Edouard Heremans (Brussel, 5 september 1813 - Sint-Joost-ten-Node, 27 juni 1899) was een Belgisch senator.

## Levensloop
Hij was een zoon van brouwer Michel Heremans en van Jeanne Van Haver. Hij was zelf ook brouwer en trouwde met Joséphine Mainy.
In 1888 werd hij in het arrondissement Brussel verkozen tot onafhankelijk senator en vervulde dit mandaat tot in 1892.